# Rupert-féle kocka

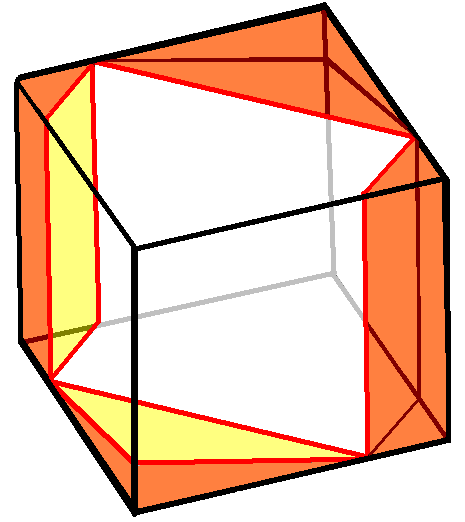
Egységkocka a Rupert-féle kocka számára vágott lyukkal

A geometriában a Rupert-féle kocka a legnagyobb kocka, amely átfér egy egységkockán vágott lyukon. A Rupert-féle kocka élhossza mintegy 6%-kal haladja meg az egységkockáét. Egy rokon probléma az, hogy keressük meg a legnagyobb négyzetet, ami egy kockában elfér. Ebben a négyzet oldalhossza megegyezik a Rupert-féle kocka élhosszával. A kockát Rupert pfalzi hercegről nevezték el, aki a 17. században először foglalkozott a problémával.

## Megoldás
Ha az egységkocka két szomszéd élén kiválasztjuk azt a két pontot, amelyek a két él közös csúcsától számítva 3/4 távolságra helyezkednek el, akkor a pontok közötti távolság
{\displaystyle {\frac {3{\sqrt {2}}}{4}}\approx 1,0606601.}
A szemközti pontokkal együtt alkotott négyzet teljesen a kockában van. Ezt a négyzetet a síkjára merőlegesen mindkét irányban meghosszabbítva egy olyan lyukat alkot, amin átfér egy egységnyinél nagyobb élhosszú kocka.
Az egységkocka maradék részei két háromszögű prizma és két nem szabályos tetraéder, amelyeket a négyzet csúcspontjai kapcsolnak össze. Egy-egy prizma hat csúcsából kettő a kocka csúcsa, a többi pont ezektől a csúcsoktól 1/4 távolságra van. A tetraéderek egyik csúcsa a kocka csúcsa, a többi közül kettő 3/4, egy 3/16 távolságra van az adott csúcsból kiinduló élen.

## Története

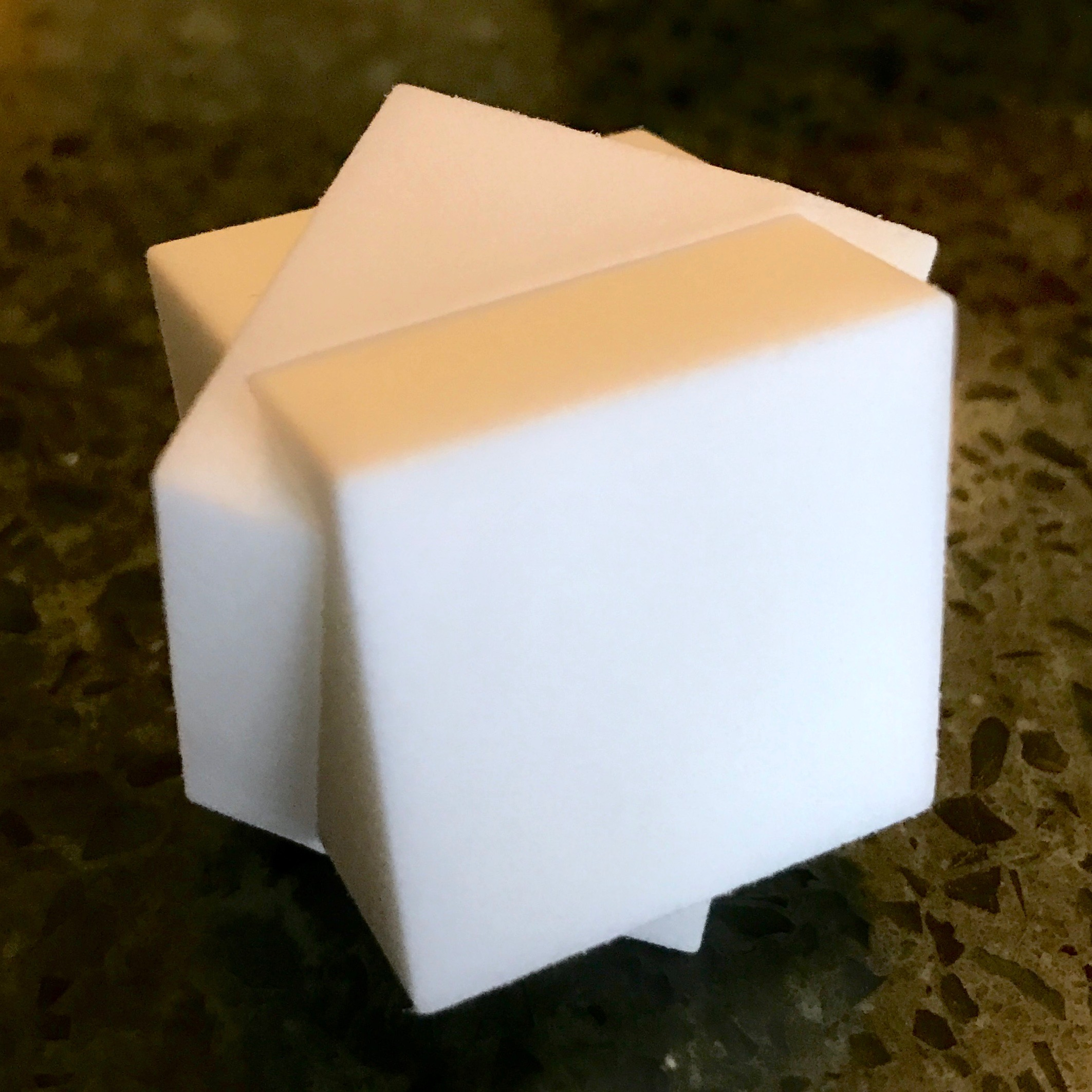
Rupert-féle kocka 3D modellje

A Rupert-féle kockát Rupert pfalzi herceg után nevezték el, aki egy John Wallis angol matematikustól származó 1693-as történet szerint fogadott arra, hogy egy kockán vágható akkora lyuk, hogy egy másik ugyanolyan kockát át lehessen rajta tolni. Wallis megmutatta, hogy ez lehetséges, így a herceg megnyerte a fogadást.
Wallis feltette, hogy a lyuknak párhuzamosnak kell lennie a kocka térátlójával. Az erre az átlóra merőleges síkra vetítve a kocka képe szabályos hatszög, és a térátlóval párhuzamos legjobb lyuk az ebbe a hatszögbe írt lehető legnagyobb négyzet. Kiszámítva ennek oldalhosszát, kapjuk, hogy
{\displaystyle {\sqrt {6}}-{\sqrt {2}}\approx 1,03527},
azaz az eredetinél egy kicsit nagyobb kocka átfér rajta.
Körülbelül száz év múlva a holland Pieter Nieuwland felfedezte, hogy Wallis nem a lehető legnagyobb lyukat találta meg: az optimális megoldásban a lyuk nem párhuzamos a térátlóval. Nieuwland 1794-ben meghalt, egy évvel azután, hogy professzor lett a leideni egyetemen. Eredményét mentora, Jean Henri van Swinden hozta nyilvánosságra 1816-ban.
Azóta a Rupert-féle kocka a matematikai ismeretterjesztés népszerű témájává vált, számtalan könyvben szerepel (nem ritkán a nem-optimális, Wallis-féle megoldással).

## Modellek
A modellalkotást megnehezíti, hogy nagyon pontosnak kell lenni, és az, hogy a megmaradt darabok egy-egy ponton függnek össze. Emiatt a problémát szokás elméletileg lehetségesnek, de gyakorlatilag lehetetlennek mondani. Ezzel szemben 1950-ben D. J. E. Schrek fényképeket adott ki egy kockamodellről, amely egy másik kockába vágott lyukba illeszkedett. Martin Raynsford egy sablonnal tervezett modelleket, azonban ezeken a modelleken a lyuk jóval kisebb, mint az a kocka, aminek át kellene rajta haladnia.

## Általánosítások
A kocka nem az egyetlen test, ami át tud haladni saját másolatán. Hasonlók igazak a szabályos tetraéderre és oktaéderre is.
A probléma egy másik megfogalmazása a legnagyobb négyzetet keresi a kockában. Általánosabban, (Jerrard & Wetzel 2004) megmutatta, hogyan lehet megtalálni a lehető legnagyobb rögzített oldalarányú téglalapot. Ezek a téglalapok mind átmennek a kocka középpontján, és csúcsaik a kocka éleire illeszkednek. Innen kiindulva megmutatták, hogy a téglalap vagy abban a síkban fekszik, amely átlósan átmegy a kocka négy csúcsán, vagy a Rupert-féle kockához hasonlóan, egy egyenlő szárú derékszögű háromszög által meghatározott két pont és szemközti párjaik lesznek a téglalap csúcsai. A legnagyobb területű téglalap egyik oldalpárja a kockának is éle, másik oldalpárja pedig a kocka lapátlója.
A kérdés más dimenziókban is feltehető, vagyis keressük a legnagyobb {\displaystyle m} dimenziós hiperkockát, amely teljes egészében része egy {\displaystyle n} dimenziós hiperkockának. Az arányszám mindig algebrai. Az {\displaystyle (m,n)=(3,4)} eset egy kockát keres egy 4 dimenziós hiperkockában. Martin Gardner a Scientific Americanben feltett kérdésére Kay R. Pechenick DeVicci és több más olvasó belátta, hogy a (3,4) esetben ez a szám kisebb, mint a {\displaystyle 4x^{4}-28x^{3}-7x^{2}+16x+16} kisebbik gyökének a négyzetgyöke, ami megközelítőleg 1,007435.
Az {\displaystyle m=2} esetén a legnagyobb négyzetet keressük az {\displaystyle n} dimenziós hiperkockában. Ha {\displaystyle n} páros, akkor a négyzet oldala {\displaystyle {\sqrt {\frac {n}{2}}}}, ha {\displaystyle n} páratlan, akkor {\displaystyle {\sqrt {{\frac {n}{2}}-{\frac {3}{8}}}}}.

## Fordítás
Ez a szócikk részben vagy egészben  a   Prince Rupert's cube című angol Wikipédia-szócikk ezen változatának fordításán alapul.  Az eredeti cikk szerkesztőit annak laptörténete sorolja fel. Ez a jelzés csupán a megfogalmazás eredetét és a szerzői jogokat jelzi, nem szolgál a cikkben szereplő információk forrásmegjelöléseként.

## Külső hivatkozások
- Animált rupert-féle kocka (youtube)